# Timmernabben
Timmernabben – miejscowość (tätort) w Szwecji, w regionie administracyjnym (län) Kalmar, w gminie Mönsterås.
Według danych Szwedzkiego Urzędu Statystycznego liczba ludności wyniosła: 1357 (31 grudnia 2015), 1395 (31 grudnia 2018) i 1399 (31 grudnia 2019).